# 2. Damenbundesliga 2020 (Football)
Die 2. Damenbundesliga 2020 war die 14. Saison in der zweithöchsten Spielklasse des American Football in Deutschland für Frauen. Das erste Spiel der Saison 2020 findet am 26. April, 15 Uhr zwischen den Saarland Ladycanes und Trier Stampers statt.
Insgesamt war die Saison überschattet von der Corona-Pandemie, was sich darin zeigte, dass lediglich eine von vier Gruppen den Spielbetrieb aufnehmen konnte. Deshalb und aufgrund steigender Infektionszahlen wurde die Saison letztendlich nach drei Spieltagen abgebrochen.

## Spielmodus
Die DBL2 2020 ist in die vier Gruppen Nord, West, Süd-Ost und Süd-West aufgeteilt. Jede dieser Gruppen trägt ein doppeltes Rundenturnier aus, wobei jedes Team einmal das Heimrecht genießt. Nach jeder Partie erhält die siegreiche Mannschaft zwei und die besiegte null Punkte. Bei einem Unentschieden erhält jede Mannschaft einen Punkt. Die Punkte des Gegners werden als Minuspunkte gerechnet. Nach Beendigung des Rundenturniers wird eine Rangliste ermittelt, bei der zunächst die Anzahl der erzielten Punkte entscheidend ist. Bei Punktgleichheit entscheidet der direkte Vergleich.
Nach den Rundenturnieren kämpfen die jeweils besten zwei Mannschaften pro Gruppe in einer Play-off-Runde um die Meisterschaft der 2. Bundesliga.
Hierbei spielen die Erstplatzierten der Gruppe Nord gegen die Zweiten der Gruppe West im 1. Viertelfinale und Platz eins aus der Gruppe West gegen den Zweiten der Gruppe Nord im 2. Viertelfinale. Das 3. Viertelfinale spielt der Sieger der Gruppe Süd-West gegen den Zweiten der Gruppe Süd-Ost. Der Erste der Gruppe Süd-Ost spielt im 4. Viertelfinale gegen den Zweiten der Gruppe Süd-West.
Im 1. Halbfinale spielen die Sieger des 1. und 2. Viertelfinales und im 2. Halbfinale die Sieger des 3. und 4. Viertelfinales. Die Sieger aus beiden Halbfinals spielen um die Meisterschaft der DBL2. Außerdem sind beide Teams seit 2018 dazu verpflichtet, in die 1. Damenbundesliga aufzusteigen.
Die Mindestspielstärke am Gameday ist 16 Spielerinnen. Gespielt wird 9er Tackle (9 on 9) zu 4 × 10 Minuten. Führt ein Team mit mehr als 35 Punkten, tritt die sogenannte Mercy-Rule in Kraft (wird allerdings inoffiziell ausgeführt, da es nicht offiziell in den Statuten aufgeführt wurde).

## Teams

### DBL2 Nord
- Bielefeld Bulldogs Ladies (Aufstieg aus NRW Regionalliga)
- Braunschweig Lady Lions
- Hannover Grizzlies
- Oldenburg Coyotes

### DBL2 West
- Aachen Vampires Ladies
- Bochum Miners
- Mülheim Shamrocks Ladies (zuvor als Spielgemeinschaft)
- Mönchengladbach Wolfpack Ladies (Aufstieg aus NRW Regionalliga)
- SG Solingen / Wuppertal (neu als Spielgemeinschaft)

### DBL2 Süd-West
- Mainz Golden Eagles Ladies
- Mannheim Banditaz
- Trier Stampers Ladies
- Saarland Ladycanes

### DBL2 Süd-Ost
- Allgäu Comets Ladies
- SG Crailsheim / Tübingen
- Nürnberg Rams Ladies
- Regensburg Phoenix Ladies
- Erfurt Indigos Ladies

## Saisonverlauf
Zur Saison kamen zwei neue Teams zur 2. Bundesliga dazu: Aus der Regionalliga NRW stiegen die Bielefeld Bulldogs Ladies und die Mönchengladbach Wolfpack Ladies auf.
Die Gießen Golden Dragons Ladies und die Darmstadt Diamonds Ladies meldeten sich zuvor ab.
Eigentlich sollte die Saison am 26. April beginnen, aufgrund der Corona-Pandemie musste dieser Termin allerdings ausfallen. Am 20. September 2020 nahm die Gruppe Süd-West als letztendlich einzige den Spielbetrieb auf. Nach insgesamt nur fünf Spielen wurde die Saison aufgrund steigender Fallzahl wieder abgebrochen.
| #  | Team                       | Punkte | Sp | S | U | N | TD-Pkt. |
| -- | -------------------------- | ------ | -- | - | - | - | ------- |
| 1. | Saarland Ladycanes         | 4:0    | 2  | 2 | 0 | 0 | 108:600 |
| 2. | Mainz Golden Eagles Ladies | 4:0    | 2  | 2 | 0 | 0 | 042:800 |
| 3. | Trier Stampers Ladies      | 2:4    | 3  | 1 | 0 | 2 | 036:740 |
| 4. | Mannheim Banditaz          | 0:6    | 3  | 0 | 0 | 3 | 008:106 |